# Wangat River
Wangat River är ett vattendrag i Australien. Det ligger i delstaten New South Wales, i den sydöstra delen av landet, omkring 190 kilometer norr om delstatshuvudstaden Sydney. Wangat River ligger vid sjöarna  Lake Chichester och Chichester Storage Reservoir.
I omgivningarna runt Wangat River växer i huvudsak städsegrön lövskog. Runt Wangat River är det mycket glesbefolkat, med 4 invånare per kvadratkilometer. Genomsnittlig årsnederbörd är 1 297 millimeter. Den regnigaste månaden är februari, med i genomsnitt 236 mm nederbörd, och den torraste är september, med 45 mm nederbörd.